# Equilibrio iónico
El equilibrio iónico es un equilibrio químico de disociación que se establece entre moléculas e iones en disoluciones poco disociantes, generalmente disolución acuosa. En estas disoluciones la mayor parte de las especies químicas que intervienen en la reacción se encuentran en estado iónico, formando cationes o aniones. Al tratarse de especies cargadas, estas disoluciones presentan conductividad eléctrica, por lo que los iones intervinientes se les denomina electrólitos. En general, todas las leyes  que rigen el equilibrio químico, también son aplicables al equilibrio iónico. Los equilibrios iónicos pueden darse en estado homogéneo, cuando todas las especies se encuentran en disolución, o en estado heterogéneo, si en equilibrio hay especies, generalmente no iónicas, en estado sólido, como por ejemplo, los equilibrios de solubilidad.
Ejemplos de equilibrios iónicos son las disociaciones de los ácidos o las bases:
{\displaystyle {\ce {HF + H2O <=> H3O+ + F-}}}
{\displaystyle {\ce {NH3 + H2O <=> NH4+ + OH-}}}
o la solubilización de las sales, cuando sobrepasan la concentración de saturación:
{\displaystyle {\ce {AgCl(s) <=> Ag+ + Cl-}}}

## Introducción
En principio, por definición, todas las reacciones químicas son reversibles, es decir, que los productos de una reacción, bajo determinadas condiciones, pueden reaccionar entre sí para volver a dar los reactivos originales. En algunos casos este equilibrio está tan desplazado hacia los productos, que la reacción puede considerarse que se produce en su totalidad, pues los reactivos que quedan, después de la reacción, son prácticamente indetectables. En el caso de los equilibrio de disociación, sería la disolución del ácido clorhídrico o la del cloruro de socio en agua. En estos casos, la reacción suele expresarse con una flecha sencilla.
{\displaystyle {\ce {HCl + H2O -> H3O+ + Cl-}}}
{\displaystyle {\ce {NaCl(aq) -> Na+(aq) + Cl^- (aq)}}}
En estos casos, se dice, que en disolución acuosa, tanto el ácido clorhídrico como el cloruro sódico, son electrólitos fuertes. Sin embargo, existen otras sustancias, que cuando se disuelven en el agua, no se disocian en su totalidad, alcanzando un equilibrio entre la especie molecular  y las especies disociadas. Estas sustancias reciben el nombre de electrólitos débiles. Un ejemplo sería el ácido fluorhídrico o del amoniaco, ya mencionados. 
El equilibrio iónico, como en todos los equilibrios químicos, viene definido por una constante de equilibrio (Keq), que es una constante termodinámica relacionada con los coeficientes de velocidad de reacción (k) y por tanto depende de la temperatura, por lo que se suelen definir a una temperatura dada, generalmente 25 °C.
{\displaystyle {\ce {HF + H2O <=> H3O+ + F-}}} {\displaystyle K_{eq}={\frac {[H_{3}O^{+}][F^{-}]}{[HF]}}=3,5\cdot 10^{-4}}
Esta constante de equilibrio permite calcular la extensión que tiene la reacción bajo las condiciones dadas. Así, por ejemplo, a 25 °C, si se disuelven 0,01 moles en un litro de agua, el 83% del ácido fluorhídrico estará sin disociar cuando se alcance el equilibrio.

## Autoionización del agua
Un caso particular de equilibrio iónico es la autoionización del agua, también conocida como autoprotólisis. En esta reacción, dos moléculas de agua reaccionan entre sí para producir un ion hidronio (H3O+) y un ion hidróxido (OH−):
{\displaystyle {\ce {2H2O <=> H3O+ + OH-}}}
El agua es un electrolito débil, por lo que conduce la corriente eléctrica en una fracción pequeñísima, debido a que se encuentra poco disociada. Al ser una reacción reversible, podemos expresarla en función de una constante de equilibrio, que en este caso se denomina producto iónico del agua y se representa por Kw:
{\displaystyle K_{\rm {w}}={\rm {[{H_{3}O}^{+}]\cdot [{OH}^{-}]}}}
Donde:
- {\displaystyle K_{\rm {w}}}  vale 1.0x10−14
- {\displaystyle {\rm {[H_{3}O^{+}]}}} es la concentración de iones hidronio
- {\displaystyle {\rm {[OH^{-}]}}} es la concentración de iones hidroxilo

Al ser el agua una especie pura, además del disolvente, por convenio no se considera en la expresión de los equilibrios, por lo que solo es función de las concentraciones  de los dos iones formados.
Como en cualquier otro equilibrio químico, una vez que se conoce el valor que toma la constante, es posible determinar la concentración de las diferentes especies intervinientes en dicho equilibrio: 
{\displaystyle [H_{3}O^{+}]=[OH^{-}]={\sqrt {1,0\cdot 10^{-14}}}=1,0\cdot 10^{-7}}

## Constante de equilibrio para especies ácidas y básicas
En el caso de los equilibrios iónicos producidos como consecuencia de la disociación de los ácidos, a la constante de equilibrio de dicha reacción se la denomina constante de acidez, y se designa Ka .  De igual manera, para el caso de las disociaciones de las bases a la constante de equilibrio se la denomina constante de basicidad y se designa Kb.
{\displaystyle {\ce {CH3COOH <=> H+ + CH3COO-}}} {\displaystyle K_{a}={\frac {[H_{3}O^{+}][CH_{3}COO^{-}]}{[CH_{3}COOH]}}}
{\displaystyle {\ce {NH3 + H2O <=> NH4+ + OH-}}} {\displaystyle K_{b}={\frac {[NH_{4}^{+}][OH^{-}]}{[NH_{3}]}}}
Muchas de las constantes de acidez y de basicidad han sido determinadas, por lo que se conoce su valor. A continuación se muestran algunos ejemplos de estas constantes.  
| Nombre             | Reacción                   | Constante     |
| ------------------ | -------------------------- | ------------- |
| Ácidos débiles     |                            | Ka            |
| Ácido acético      | CH3COOH ⇌ H++CH3COO-       | 1,8x10-5      |
| Ácido benzoico     | C6H5COOH ⇌ H++C6H5COO-     | 6,4x10-5      |
| Ácido cloroacético | CH2CLOOH ⇌ H++CH2CLOO-     | 1,4x10-3      |
| Ácido fórmico      | HCOOH ⇌ H++HCOO-           | 1,8x10-4      |
| Ácido cianhídrico  | HCN ⇌ H++CN-               | 4,9x10-10     |
| Ácido fluorhídrico | HF ⇌ H++F-                 | 6,7x10-4      |
| Ácido iódico       | HIO3 ⇌ H++IO3-             | 0,17          |
| Ácido nitroso      | HNO2 ⇌ H++NO2-             | 4,5x10-4      |
| Ácido propiónico   | C2H5COOH ⇌ H++C2H5COO-     | 1,3x10-5      |
| Ácido sulfhídrico  | H2S ⇌ H++HS-               | K1= 1,0x10-7  |
|                    | HS ⇌ H++S2-                | K2= 1,2x10-13 |
| Ácido carbónico    | H2CO3 ⇌ H++HCO3-           | K1= 4,2x10-7  |
|                    | HCO3 ⇌ ⇌H++CO32-           | K2= 6,0x10-11 |
| Ácido fosfórico    | H3PO4 ⇌ H++H2PO4-          | K1= 7,5x10-3  |
|                    | H2PO4 ⇌ H++HPO42-          | K2= 6,2x10-5  |
|                    | HPO4 ⇌ H++PO43-            | K3= 1,0x10-12 |
| Ácido sulfuroso    | H2SO3 ⇌ H++HSO3-           | K1= 1,25x10-5 |
|                    | HSO3 ⇌ H++SO32-            | K2= 5,6x10-8  |
| Bases débiles      |                            | Kb            |
| Amoníaco           | NH3+H2O ⇌ NH4++OH-         | 1,8x10-5      |
| Anilina            | C6H5NH2+H2O ⇌ C6H5NH3++OH- | 4,0x10-10     |
| Etilamina          | C2H5NH2+H2O ⇌ C2H5NH3++OH- | 4,3x10-4      |
| Piridina           | C2H5N+H2O ⇌ C2H5NH++OH-    | 1,7x10-9      |
| Metilamina         | CH3NH2+H2O ⇌ CH3NH3++OH-   | 4,4x10-4      |

## Relación entre Kay Kb
Por la teoría ácido-base de Brønsted-Lowry se sabe que existen pares conjugados ácido-base (un ácido genera una base conjugada y una base genera un ácido conjugado, cuyas fuerzas quedan determinadas por la fuerza opuesta del ácido/base que les dio origen). Sea un ácido débil genérico (HA), es decir, un ácido monoprótico que en disolución acuosa no se disocia en su totalidad. En este caso, la reacción queda determinada por el siguiente equilibrio iónico:
{\displaystyle {\ce {HA + H2O <=> H3O+ + A-}}}
y definida por su correspondiente constante de equilibrio, denominada constante de acidez, que queda determinada por la siguiente expresión:
{\displaystyle \mathrm {K_{a}\,=\,{\frac {[H_{3}O^{+}\,][A^{-}\,]}{[HA]}}} }
Como A- es una base conjugada en equilibrio con su ácido, se puede formular la correspondiente reacción de la base con el agua:
{\displaystyle {\ce {A- + H2O <=> HA +OH-}}}
y su correspondiente constante de basicidad:
{\displaystyle K_{b}={\frac {[HA][OH^{-}]}{[A^{-}]}}}
Si se multiplica la constante de acidez por la de basicidad, después de simplificar y eliminar términos queda:
{\displaystyle K_{a}\cdot K_{b}={\frac {[H_{3}O^{+}][A^{-}][HA][OH^{-}]}{[HA][A^{-}]}}=[H_{3}O^{+}][OH^{-}]}
Es decir, el producto de la constante de acidez por la constante de basicidad de su base conjugada es igual al producto iónico del agua.
{\displaystyle K_{\rm {w}}={\rm {[{H_{3}O}^{+}]\cdot [{OH}^{-}]}}}
Por consiguiente, las constantes de acidez y basicidad de los pares conjugados están relacionadas entre sí a través de la constante de autoprotólisis del agua.
{\displaystyle K_{a}={\frac {K_{w}}{K_{b}}}}
{\displaystyle K_{b}={\frac {K_{w}}{K_{a}}}}

## Hidrólisis de sales
En el contexto de los equilibrios ácido-base, el término hidrólisis se utiliza para referirse a las reacciones debidas a la presencia de iones hidronio,  H3O+ o hidroxilo,  OH- del agua. Así, cuando las sales procedentes de ácidos débiles o de bases débiles, se disuelven en agua, la solución resultante es ligeramente ácida o ligeramente básica debido a la reacción de hidrólisis. Como se menciona anteriormente, por la teoría de Brønsted-Lowry, un ácido genera una base conjugada de fuerza inversa a la del ácido que le dio origen y de igual manera, una base dará origen a un ácido conjugado, también de fuerza inversa; es decir, cuanto mayor es la fuerza del ácido o de la base, más débil será la fuerza de sus respectivos conjugados. Además, por reacción entre un ácido y una base se obtiene una sal. Así, por ejemplo el cloruro sódico, NaCl, procede de la reacción de neutralización entre el ácido clorhídrico y el hidróxido sódico.
{\displaystyle {\ce {HCl + NaOH -> NaCl + H2O}}}
Tanto HCl como NaOH son especies muy fuertes, pues tanto la Ka  del ácido clorhídrico, como la Kb  del hidróxido de sodio, tienen valores superiores a uno.  En consecuencia, sus pares conjugados, el ion Cl- y el ion Na+  tienen constantes de acidez/basicidad que tienden a cero. Si se pone en disolución NaCl en agua, esta se disociará, de acuerdo con la reacción:
{\displaystyle {\ce {NaCl -> Na+ + Cl-}}}
donde Na+ es el ácido conjugado del hidróxido de sodio y Cl- la base conjugada del ácido clorhídrico. No obstante, si se hiciera una medición del  pH de la disolución resultante, este dará un valor de 7, el mismo que el agua pura. La razón de esto, está en que,  al ser los pares conjugados de un ácido  y una base fuertes, sus constantes de acidez y basicidad son tan bajas que no pueden reaccionar con el agua que actúa de disolvente.   
Por el contrario, considérese el caso del nitrato de amonio (NH4NO3), que procede de la reacción de neutralización entre un ácido fuerte, el ácido nítrico y una base débil, el amoniaco, según la reacción 
{\displaystyle {\ce {NH3 + HNO3 -> NH4NO3}}}
El nitrato de amonio es un electrólito fuerte, por lo que en disolución acuosa se disocia en su totalidad, dando iones nitrato y amonio:
{\displaystyle {\ce {NH4NO3 -> NH4+ + NO3-}}}
Como el ácido nítrico es un ácido  fuerte, su base conjugada, NO3- , será tan débil que no tendrá reacción con el agua.  Sin embargo, el ion amonio, NH4+, procede del amoniaco que es una base débil (Kb=1,8 · 10-5), por lo que el ion amonio, NH4+  será un ácido conjugado cuyo valor de Ka se obtiene de la expresión: 
{\displaystyle K_{a}={\frac {K_{w}}{K_{b}}}=5,5\cdot 10^{-10}}
Por consiguiente, la disolución acuosa resultante tendrá reacción ácida producida por un ácido débil, el ion amonio.
{\displaystyle {\ce {NH4+ + H2O <=> NH3 + H3O+}}}
Aunque la reacción es la típica de un ácido débil y como tal habría que definirla, por tradición, debido a que interviene el agua, recibe el nombre de reacción de hidrólisis del nitrato de amonio. De igual manera, puede definirse una reacción de hidrólisis básica, cuando la sal que lo produce es una sal proveniente de un ácido débil y una base fuerte, como, por ejemplo, es el caso del acetato de sodio:
La reacción de hidrólisis, en dos pasos sería:
Disociación            {\displaystyle {\ce {NaCH3COO -> Na+ + CH3COO-}}}
Reacción básica  {\displaystyle {\ce {CH3COO- + H2O <=> CH3COOH + OH-}}}
A modo de resumen, se puede decir que para determinar si una sal es ácida, básica o neutra, es necesario hacer el estudio del origen de la sal, de esta forma, se podrá predecir de forma efectiva si ocurrirá hidrólisis o no y el tipo de solución (ácida o básica) que se formará como consecuencia de esto.